# 有性生殖的演化
有性生殖的演化由若干个相互竞争的科学假说所描述。所有有性生殖的真核生物都来自一种单细胞、真核的共同祖先。很多原生生物，以及大多数多细胞的动物，植物和真菌，都进行有性生殖。有少数物种，如 蛭態輪蟲目 和一些单性结实的植物，次生的失去了这一特性。性的进化包括两个相关却不同的主题：“性的起源”和“性的维持”。然而，由于性的起源的学说难以通过实验检测，目前的主要工作集中于有性生殖的维持方面。
似乎性周期的维持是因为有利于提高子代的品质（适应度），尽管减少了后代的总数量。（性的双重代价）为了使性在进化上有优势，它必须与显而易见的后代适应度的增加相联系。对有性生殖的优势最常见的解释在于“遗传变异的创造”。另一个解释则基于两个分子方面的优势。第一个是重组DNA修复的优势（在减数分裂中得到促进，因为这段时间同源染色体联会），另一个则是互补作用造成的优势（也叫做杂种优势）。
对创造遗传变异的优势，有三个可能的理由使它可能发生。首先，有性生殖可以把两个有利的突变集中于同一个个体上（性帮助有利特性的传播）。并且，这些必须的突变并不必要在同一系列的子代上接连发生。第二，性可以集中当前有害的突变而创造极度不适合的个体；这些个体随后即被种群淘汰掉。然而，必须注意到，在只有一条染色体的生物中，有害的突变体将会立刻被清除，所以这个解释不太像有性生殖的益处。最后，性可以创造新的基因组合，它们也许比起先前出现的更加适应，或者只是简单的导致亲属之间竞争的减弱。
对由于DNA修复的优势而言，通过减数分裂期间的重组DNA修复对DNA损坏的清除立刻有一个巨大好处，由于这个清除允许了具有未损坏的DNA时更大的后代存活率。互补作用对每一个性伴侣的优势，是通过另一个伴侣给出的正常显性基因的掩盖效应，避免后代有害隐性基因产生的有害效应。
基于变异的创造的假说被进一步细分如下。意识到任意数量的这些假说在任意给定的物种中都可能为真（它们并不是互斥事件），并且不同的假说可能应用于不同的物种这一点很重要。

## 历史观点
对这个问题现代的哲学科学思考可以追溯到18世纪的伊拉斯謨斯·達爾文；它也同样体现在亚里士多德的作品中。这个线索后来由奥古斯特·魏斯曼所发展，他理解了性的目的是为了创造遗传变异，详见如下的大多数解释。另一方面，查尔斯·达尔文，同样在1889年，总结杂种优势（互补作用）的影响“对解释……两性的起源很充足。” 这与修复与互补假说相一致，如下 “其它解释” 章节中所述。
一些解释已经由包括威廉·唐納·漢彌爾頓，Alexey Kondrashov，乔治·克里斯托弗·威廉斯，Harris Bernstein, Carol Bernstein, Michael M. Cox, Frederic A. Hopf和 Richard E. Michod在内的生物学家提出，以解释有性生殖如何在多种不同生物中维持。

## 有性生殖的起源
很多原生生物进行有性生殖，正如多细胞植物，动物和真菌那样。在真核生物化石记录中，有性生殖最早出現在大約20億年前的元古宙， 但後來它的年代也被確定為12億年前。 所有有性生殖的真核生物均诞生自一个单细胞的共同祖先物种。有少数物种次生丢失了这一特性，如 Bdelloidea 和一些单性结实的植物。
生物体需要高效而可靠地复制其遗传物质。修复遗传损伤的必要性是解释有性生殖的起源的主导理论之一。二倍体个体可以通过同源重组修复 DNA 中受损伤的片段，由于细胞内该基因有两个拷贝，而其中一个拷贝可以假定未受损伤。而另一方面，发生在单倍体个体中的突变，更有可能得到保留，因为 DNA修复机制无从得知原本未受损伤的序列是什么。 有性生殖最原始的形式可能是一个具有受损 DNA 的生物体从一个类似的生物体中复制未受损的链以修复自身。
如果，正如证据所暗示的那样，有性生殖在真核生物的演化早期就已经出现了，减数分裂的必要特性很有可能在真核生物的原核祖先中已经存在。 在现生的生物中，减数分裂中具有核心功能的蛋白质类似于细菌转化作用中的关键蛋白。例如，在细菌有性的转化过程中催化 DNA 同源序列搜寻和单链交换等关键功能的 recA 重组酶，在真核生物中有在减数分裂重组中具有类似功能的直系同源基因。

## 延伸阅读
- .   [2011-10-24]. （原始内容存档于2020-07-24） （中文（简体））.